# White Hart Lane
White Hart Lane – stadion w Londynie, na którym swoje mecze rozgrywał zespół Tottenham Hotspur.
Tottenham przeniósł się na White Hart Lane w roku 1899 – swój pierwszy mecz na nowym obiekcie rozegrał we wrześniu tego roku, pokonując 4:1 drużynę Notts County (na stadionie było wówczas 5 tys. kibiców).
W 1923 roku stadion mieścił już 50 tys. fanów, a nad wschodnią trybuną znalazło się miejsce dla miedzianego kogucika (kogut jest symbolem klubu).
Reflektory pojawiły się na obiekcie w 1953 roku Wymieniono je ponownie w 1970 roku. Pod koniec lat 80. zachodnia i wschodnia trybuna zostały przebudowane do dzisiejszego stanu. Trybuna południowa doczekała się remontu w latach 90. Wtedy też na stadionie pojawił się telebim.
Stadion składał się z czterech trybun:
- West Stand (zachodnia) – 6890 miejsc
- North Stand (północna) – 10 086 miejsc
- East Stand (wschodnia) – 10 691 miejsc
- South Stand (południowa) – 8573 miejsc

W latach 2015–2019, częściowo w miejscu stadionu White Hart Lane, wybudowano nowy obiekt, Tottenham Hotspur Stadium. Stary stadion funkcjonował jeszcze do 2017 roku, kiedy to ostatecznie został rozebrany, by ustąpić miejsce nowo powstającej konstrukcji. Piłkarze Tottenhamu tymczasowo przenieśli się wówczas na stadion Wembley. Nowy stadion Tottenhamu otwarto 3 kwietnia 2019 roku.